# Рамин (коммуна)
Рамин (нем. Ramin) — община в Германии, в земле Мекленбург-Передняя Померания.
Входит в состав района Иккер-Рандов. Подчиняется управлению Лёкниц-Пенкун. Население составляет 710 человек (2009); в 2003 г. — 374. Занимает площадь 46,95 км².
| Год  | Население |
| ---- | --------- |
| 1991 | 427       |
| 1995 | 401       |
| 2000 | 379       |
| 2005 | 676       |
| 2010 | 710       |